# Croaghanmoira Mountain
Croaghanmoira Mountain är ett berg i republiken Irland.   Det ligger i grevskapet Wicklow och provinsen Leinster, i den östra delen av landet, 50 km söder om huvudstaden Dublin. Toppen på Croaghanmoira Mountain är 664 meter över havet, eller 207 meter över den omgivande terrängen. Bredden vid basen är 3,3 km. Croaghanmoira Mountain ingår i Wicklowbergen.
Terrängen runt Croaghanmoira Mountain är huvudsakligen kuperad.Runt Croaghanmoira Mountain är det ganska glesbefolkat, med 29 invånare per kvadratkilometer. Närmaste större samhälle är Rathdrum, 9,0 km öster om Croaghanmoira Mountain. Trakten runt Croaghanmoira Mountain består i huvudsak av gräsmarker.